# Ras Tabouda
Ras Tabouda (àrab: راس تابودا, Rās Tābūdā; amazic estàndard marroquí: ⵕⴰⵙ ⵜⴰⴱⵓⴷⴰ, Ṛas Tabuda) és una comuna rural de la província de Sufruy, a la regió de Fes-Meknès, al Marroc. Segons el cens de 2014 tenia una població total de 6.388 persones.